# Plebejus iberica
Plebejus iberica är en fjärilsart som beskrevs av Tutt 1909/9. Plebejus iberica ingår i släktet Plebejus och familjen juvelvingar. Inga underarter finns listade i Catalogue of Life.